# Giacomo Agostini

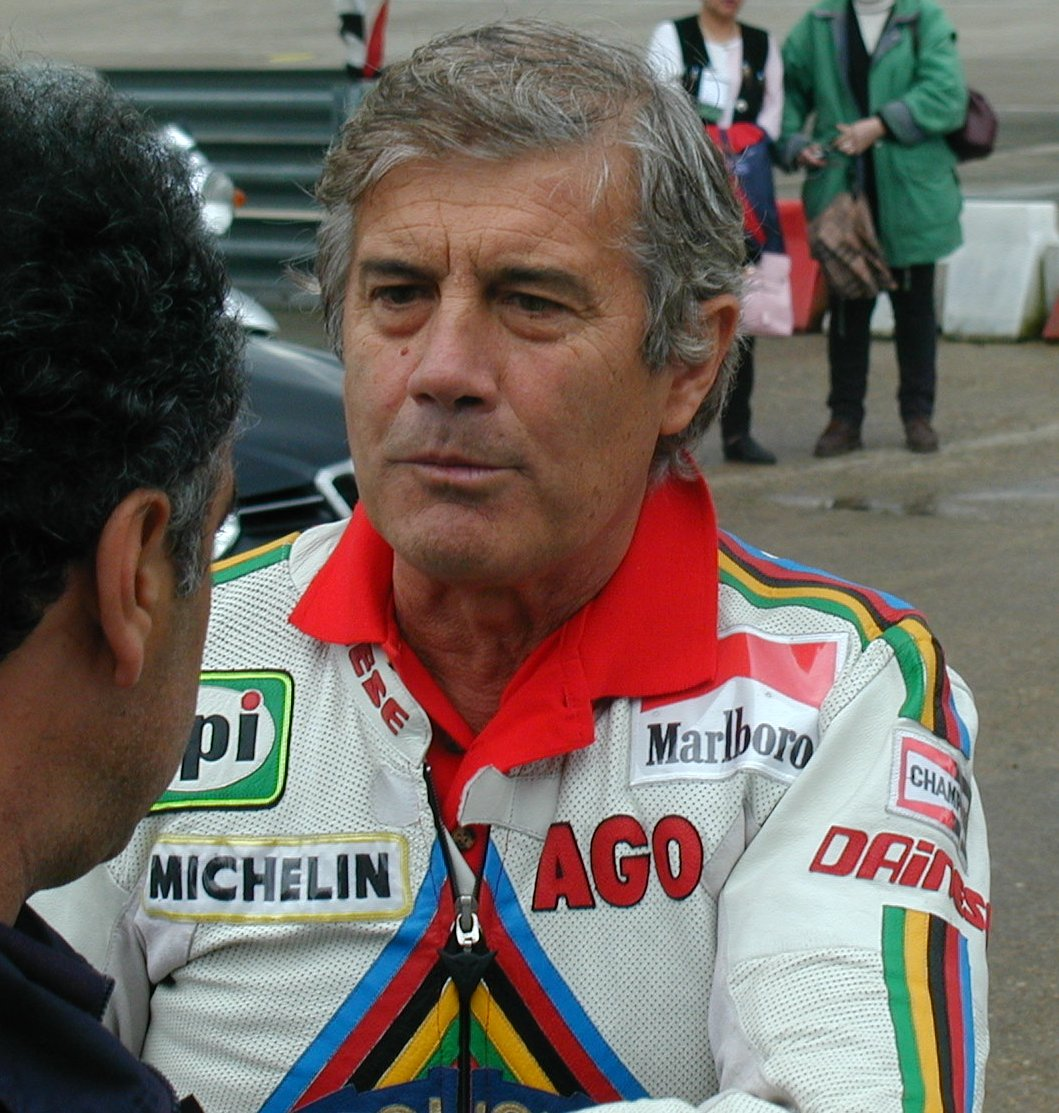
Giacomo Agostini 2003

Giacomo Agostini, född 16 juni 1942 i Brescia, Italien, anses vara en av världens största motorcykelförare genom tiderna, med sina inte mindre än 15 världsmästartitlar (8 titlar i 500c och 7 i 350cc), 12 Isle of Man-segrar och otroliga 122 grand prix-vinster. Dessutom vurpade han nästan aldrig under sina 17 år som toppförare.

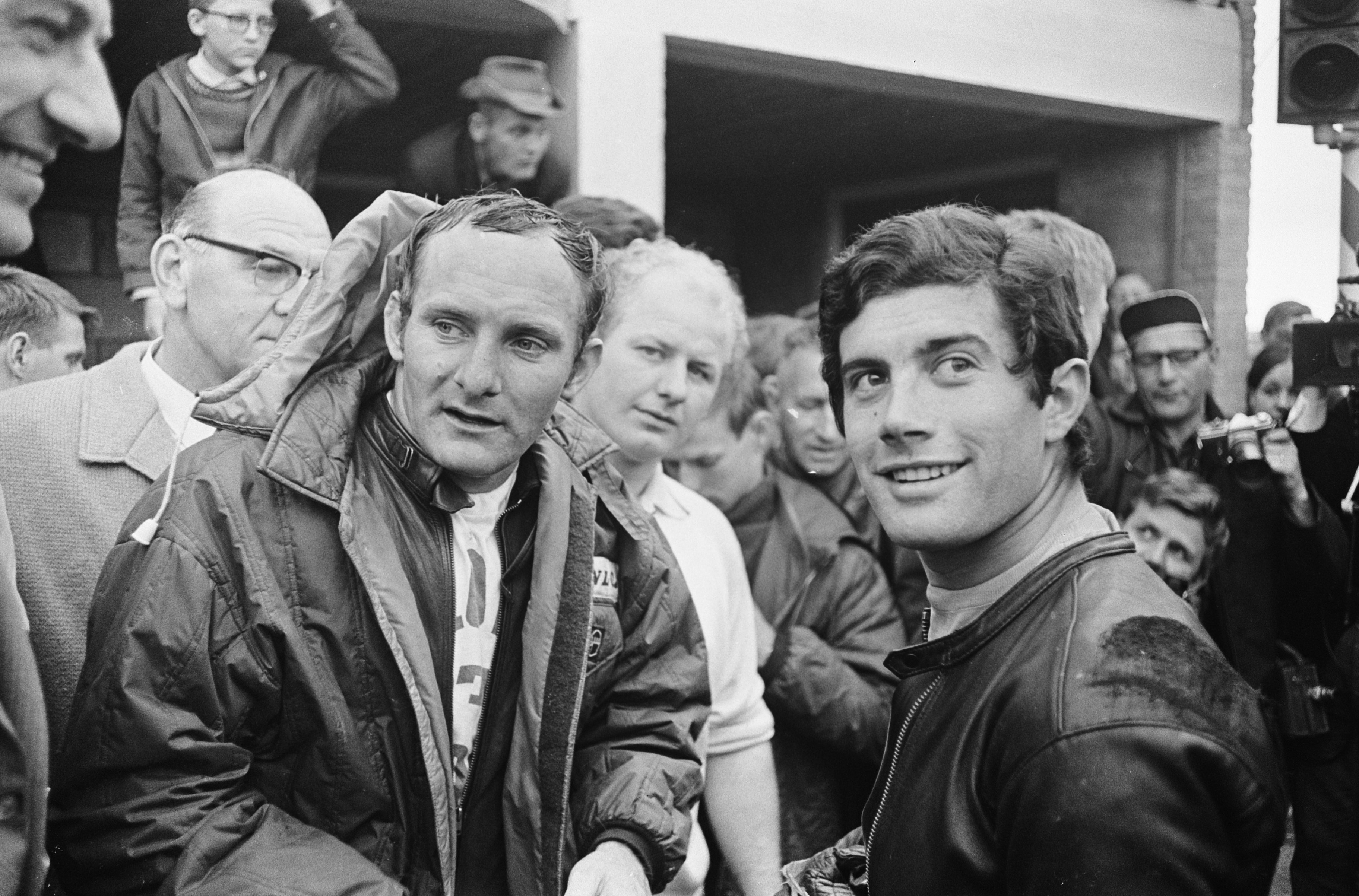
Mike Hailwood och Giacomo Agostini 1967.

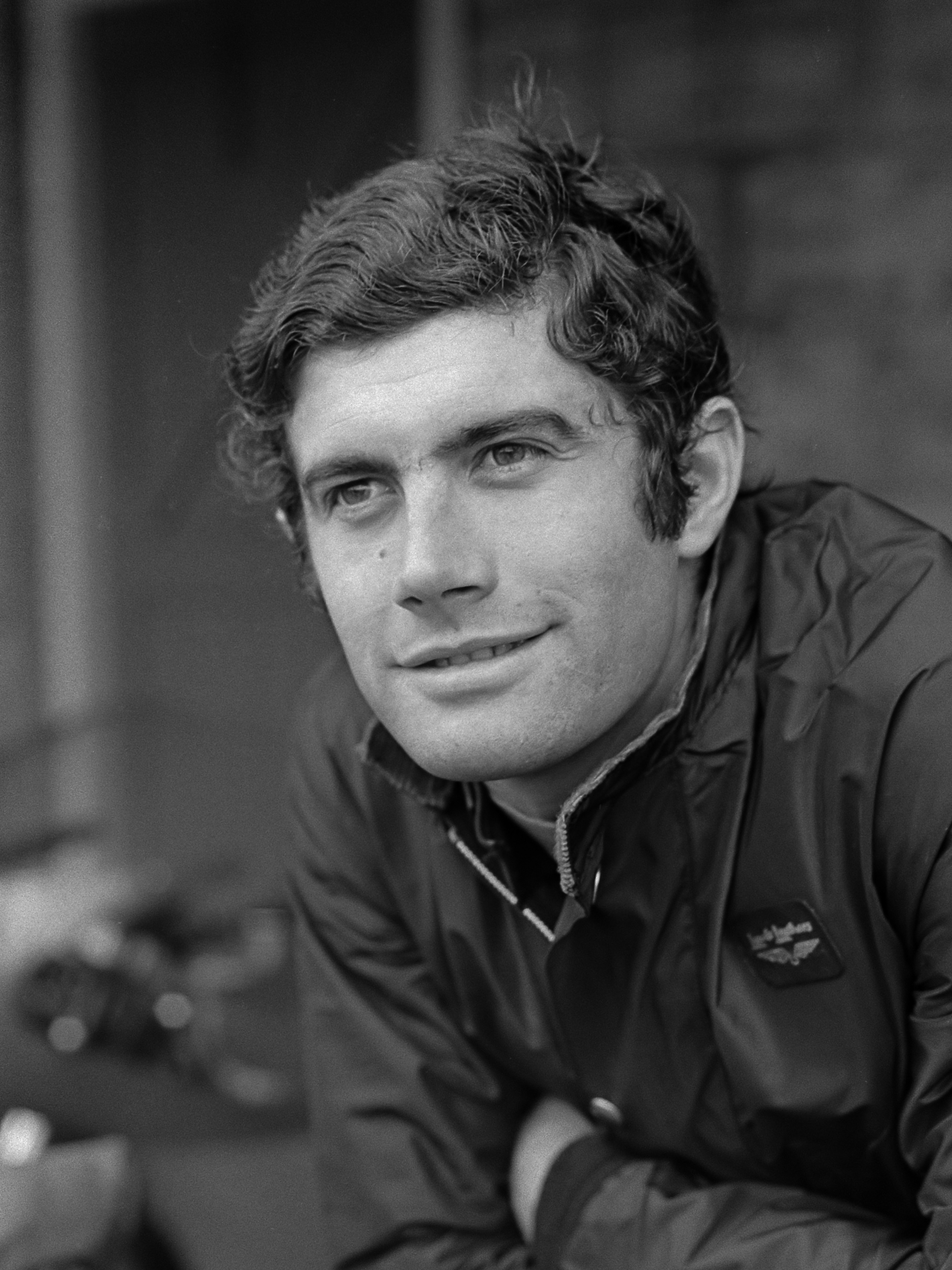
Giacomo Agostini 1968.

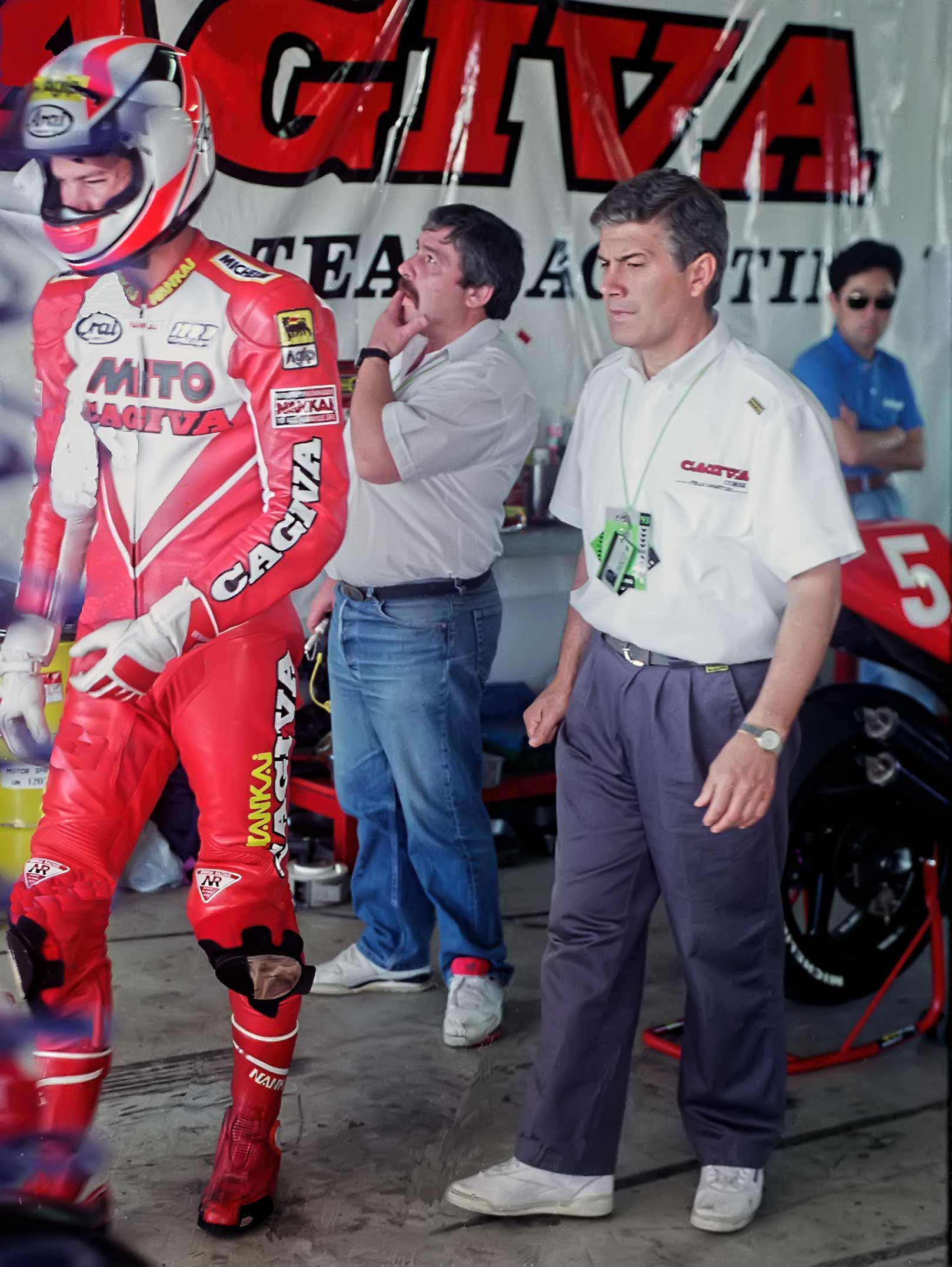
Doug Chandler och Agostini i Cagivas pitbox under Australian Grand Prix 1993.

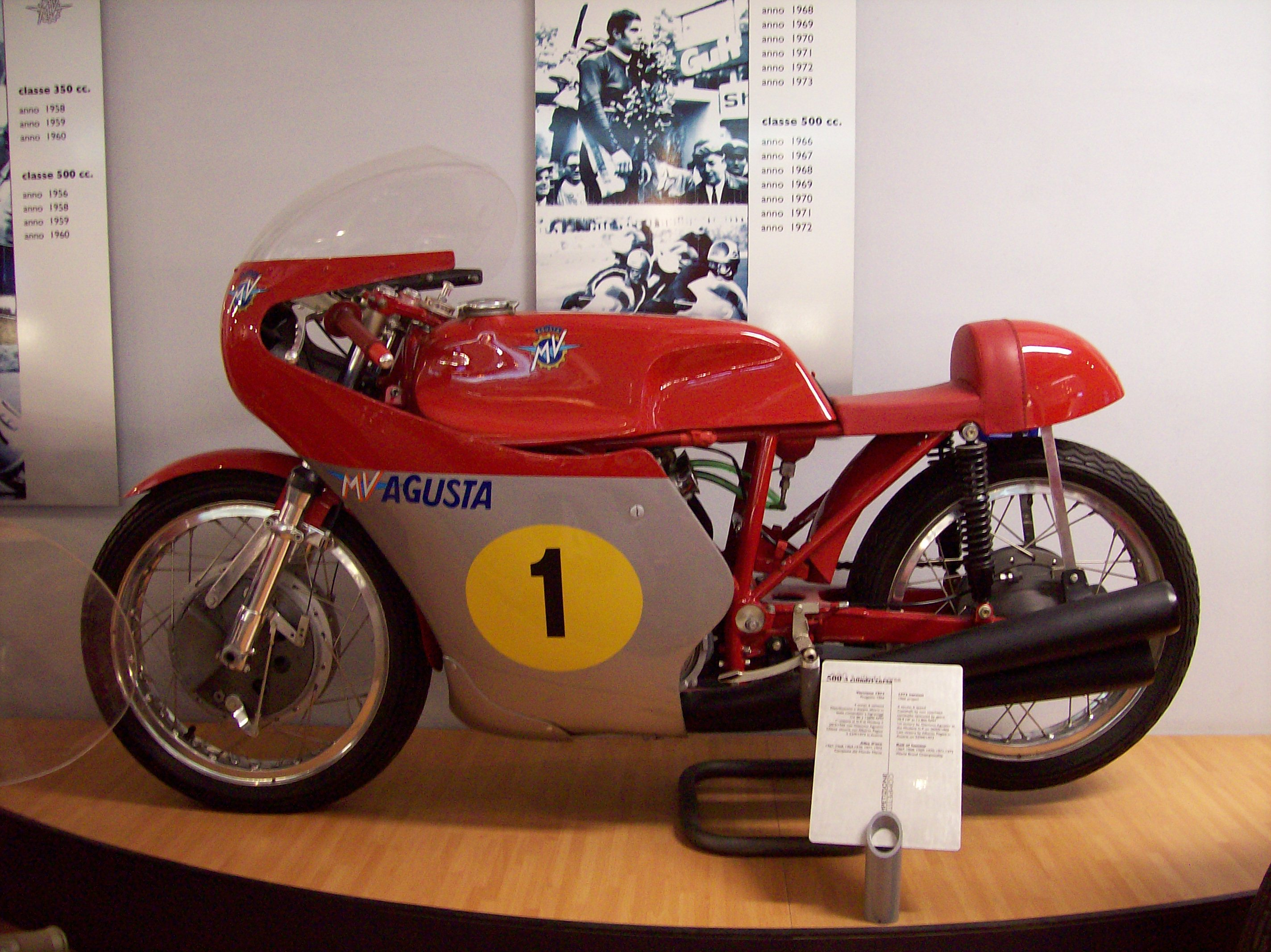
MV Agusta 500 Three, Giacomo Agostinis segermaskin mellan 1966 och 1972.

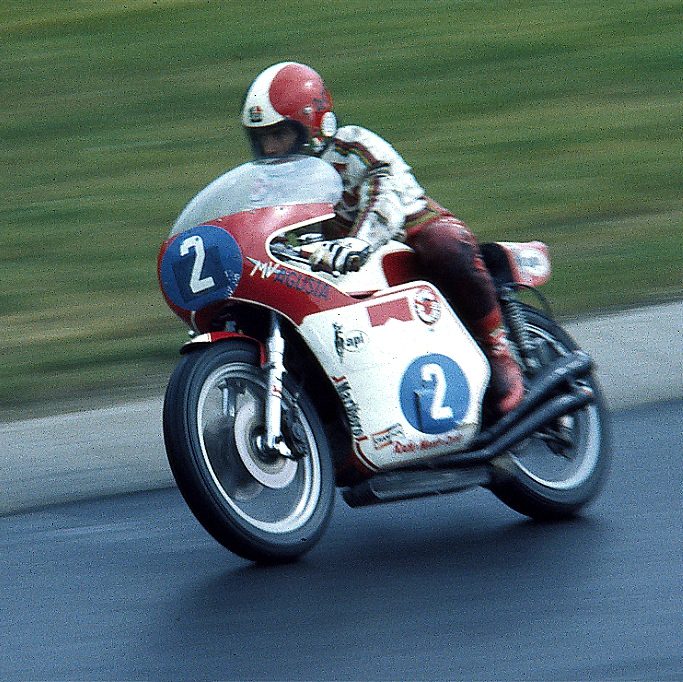
Agostini på sin MV Agusta 350 under träningen inför Västtysklands GP på Nürburgring 1976. Här tog han sin sista Grand Prix-seger - i GP500.

## Biografi
Giacomo Agostini började tävla på hög nivå 1964 då han fick en plats i ett stall. Han presterade bra direkt och snart blev han erbjuden en plats i VM hos MV Agusta som andraförare under Mike Hailwood, som även fungerade som mentor åt Agostini. Året efter gick Hailwood till Honda. 1966 och 1967 kom han tvåa i 350cc efter Hailwood, medan han vann i 500cc. När Honda lämnade scenen efter säsongen 1967 följdes det av åtta år med total dominans av Agostini och MV Agusta då han tog titlar i 350cc och 500cc samtidigt 1968, 1969, 1970, 1971 och 1972. 1973 tog han en titel i 350cc och med Yamaha vann han 350cc 1974 och 500cc 1975. Det enda riktiga hotet mot Agostinis dominans var en ung finländsk talang vid namn Jarno Saarinen som vann ett par race 1971 men sedan dog i en krasch på Monza. Efter sin sista titel 1975 tog han ett par gp-segrar 1976, där han passande nog tog sin sista seger på Nürburgring där han även hade tagit sin första gp-seger 1966. Hans favoritlopp var resultatmässigt i Finland där han tog totalt 15 segrar under karriären, vilket tillsammans med Ángel Nietos 15 segrar på Assen är rekord för ett enstaka Grand Prix. Efter sitt tillbakadragande blev han teamchef för Yamaha Grand Prix som tog hem ett par titlar under hans ledning.
| Nr | Grand Prix      | År   |
| -- | --------------- | ---- |
| 1  | Finland         | 1965 |
| 2  | Belgien         | 1966 |
| 3  | Finland         | 1966 |
| 4  | Italien         | 1966 |
| 5  | Västtyskland    | 1967 |
| 6  | Belgien         | 1967 |
| 7  | Östtyskland     | 1967 |
| 8  | Finland         | 1967 |
| 9  | Italien         | 1967 |
| 10 | Västtyskland    | 1968 |
| 11 | Spanien         | 1968 |
| 12 | Isle of Man     | 1968 |
| 13 | Holland         | 1968 |
| 14 | Belgien         | 1968 |
| 15 | Östtyskland     | 1968 |
| 16 | Tjeckoslovakien | 1968 |
| 17 | Finland         | 1968 |
| 18 | Nordirland      | 1968 |
| 19 | Italien         | 1968 |
| 20 | Spanien         | 1969 |
| 21 | Västtyskland    | 1969 |
| 22 | Frankrike       | 1969 |
| 23 | Isle of Man     | 1969 |
| 24 | Holland         | 1969 |
| 25 | Belgien         | 1969 |
| 26 | Östtyskland     | 1969 |
| 27 | Tjeckoslovakien | 1969 |
| 28 | Finland         | 1969 |
| 29 | Nordirland      | 1969 |
| 30 | Västtyskland    | 1970 |
| 31 | Frankrike       | 1970 |
| 32 | Jugoslavien     | 1970 |
| 33 | Isle of Man     | 1970 |
| 34 | Holland         | 1970 |
| 35 | Belgien         | 1970 |
| 36 | Östtyskland     | 1970 |
| 37 | Finland         | 1970 |
| 38 | Nordirland      | 1970 |
| 39 | Italien         | 1970 |
| 40 | Österrike       | 1971 |
| 41 | Västtyskland    | 1971 |
| 42 | Isle of Man     | 1971 |
| 43 | Holland         | 1971 |
| 44 | Belgien         | 1971 |
| 45 | Östtyskland     | 1971 |
| 46 | Sverige         | 1971 |
| 47 | Finland         | 1971 |
| 48 | Västtyskland    | 1972 |
| 49 | Frankrike       | 1972 |
| 50 | Österrike       | 1972 |
| 51 | Italien         | 1972 |
| 52 | Isle of Man     | 1972 |
| 53 | Holland         | 1972 |
| 54 | Belgien         | 1972 |
| 55 | Östtyskland     | 1972 |
| 56 | Tjeckoslovakien | 1972 |
| 57 | Sverige         | 1972 |
| 58 | Finland         | 1972 |
| 59 | Belgien         | 1973 |
| 60 | Tjeckien        | 1973 |
| 61 | Finland         | 1973 |
| 62 | Österrike       | 1974 |
| 63 | Holland         | 1974 |
| 64 | Frankrike       | 1975 |
| 65 | Västtyskland    | 1975 |
| 66 | Italien         | 1975 |
| 67 | Finland         | 1975 |
| 68 | Västtyskland    | 1976 |

| Nr | Grand Prix      | År   |
| -- | --------------- | ---- |
| 1  | Västtyskland    | 1965 |
| 2  | Finland         | 1965 |
| 3  | Italien         | 1965 |
| 4  | Östtyskland     | 1966 |
| 5  | Isle of Man     | 1966 |
| 6  | Italien         | 1966 |
| 7  | Nordirland      | 1967 |
| 8  | Västtyskland    | 1968 |
| 9  | Isle of Man     | 1968 |
| 10 | Holland         | 1968 |
| 11 | Östtyskland     | 1968 |
| 12 | Tjeckoslovakien | 1968 |
| 13 | Nordirland      | 1968 |
| 14 | Italien         | 1968 |
| 15 | Spanien         | 1969 |
| 16 | Västtyskland    | 1969 |
| 17 | Isle of Man     | 1969 |
| 18 | Holland         | 1969 |
| 19 | Östtyskland     | 1969 |
| 20 | Tjeckoslovakien | 1969 |
| 21 | Finland         | 1969 |
| 22 | Nordirland      | 1969 |
| 23 | Västtyskland    | 1970 |
| 24 | Jugoslavien     | 1970 |
| 25 | Isle of Man     | 1970 |
| 26 | Holland         | 1970 |
| 27 | Östtyskland     | 1970 |
| 28 | Tjeckoslovakien | 1970 |
| 29 | Finland         | 1970 |
| 30 | Nordirland      | 1970 |
| 31 | Italien         | 1970 |
| 32 | Österrike       | 1971 |
| 33 | Västtyskland    | 1971 |
| 34 | Holland         | 1971 |
| 35 | Östtyskland     | 1971 |
| 36 | Sverige         | 1971 |
| 37 | Finland         | 1971 |
| 38 | Österrike       | 1972 |
| 39 | Italien         | 1972 |
| 40 | Isle of Man     | 1972 |
| 41 | Holland         | 1972 |
| 42 | Sverige         | 1972 |
| 43 | Finland         | 1972 |
| 44 | Frankrike       | 1973 |
| 45 | Italien         | 1973 |
| 46 | Holland         | 1973 |
| 47 | Finland         | 1973 |
| 48 | Frankrike       | 1974 |
| 49 | Österrike       | 1974 |
| 50 | Italien         | 1974 |
| 51 | Holland         | 1974 |
| 52 | Jugoslavien     | 1974 |
| 53 | Spanien         | 1975 |
| 54 | Holland         | 1976 |